# 1,2-二碘乙烷
1,2-二碘乙烷是一种有机化合物，化学式为C2H4I2。

## 制备及性质
1,2-二碘乙烷可由乙烯和碘单质反应得到：
C2H4 + I2 ⇌ C2H4I2
1,2-二氯乙烷和碘化钠在四丁基碘化铵的催化下于DMF中加热，发生卤素交换反应，得到1,2-二碘乙烷。乙二醇和氢碘酸加热反应，也可得到该化合物。
1,2-二碘乙烷在有机合成中主要用于二碘化钐和二碘化镱的制备：
Sm + ICH2CH2I → SmI2 + H2C=CH2 （惰性气氛、THF作为溶剂）